# Ernst Friedrich Gurlt

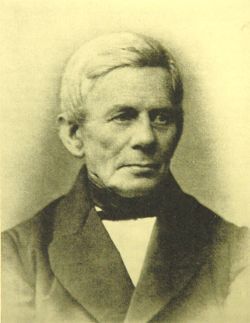
Ernst Friedrich Gurlt

Ernst Friedrich Gurlt (* 13. Oktober 1794 in Drentkau bei Grünberg, Schlesien; † 13. August 1882 in Berlin) war ein deutscher Veterinärmediziner. Er war Professor für Tieranatomie in Berlin und Begründer der Gurltschen Sammlung.

## Leben
Gurlt absolvierte eine Ausbildung zum Apotheker und studierte trotz fehlenden Abiturs ab 1814 Medizin in Breslau. Er erhielt eine Gehilfenstelle im dortigen anatomischen Institut und promovierte im Jahr 1819. Auf dem Weg nach Wien, wo er nach seiner Promotion ein Studium der Tiermedizin aufnehmen wollte, sprach er in Berlin bei dem Physiologen Rudolphi vor, der ihn überredete, seine Pläne zu ändern und eine Stelle als Repetitor an der Berliner Tierarzneischule anzunehmen – ohne die entsprechende Ausbildung. Aus Gurlts Beschäftigung mit diesem ihm neuen Stoff ging sein Handbuch der vergleichenden Anatomie der Haus-Säugethiere hervor.
Gurlt heiratete 1824 Henriette Emilie Doniges. Aus der Ehe gingen drei Söhne, darunter Ernst Julius Gurlt, und eine Tochter hervor. In den 32 Jahren seiner Berufstätigkeit verfasste er zahlreiche weitere Schriften, war Mitglied in 24 medizinischen oder veterinärmedizinischen Gesellschaften und Technischer Direktor der Tierarzneischule. 1870 ging er in den Ruhestand, was aber nicht das Ende seiner wissenschaftlichen Arbeiten bedeutete.

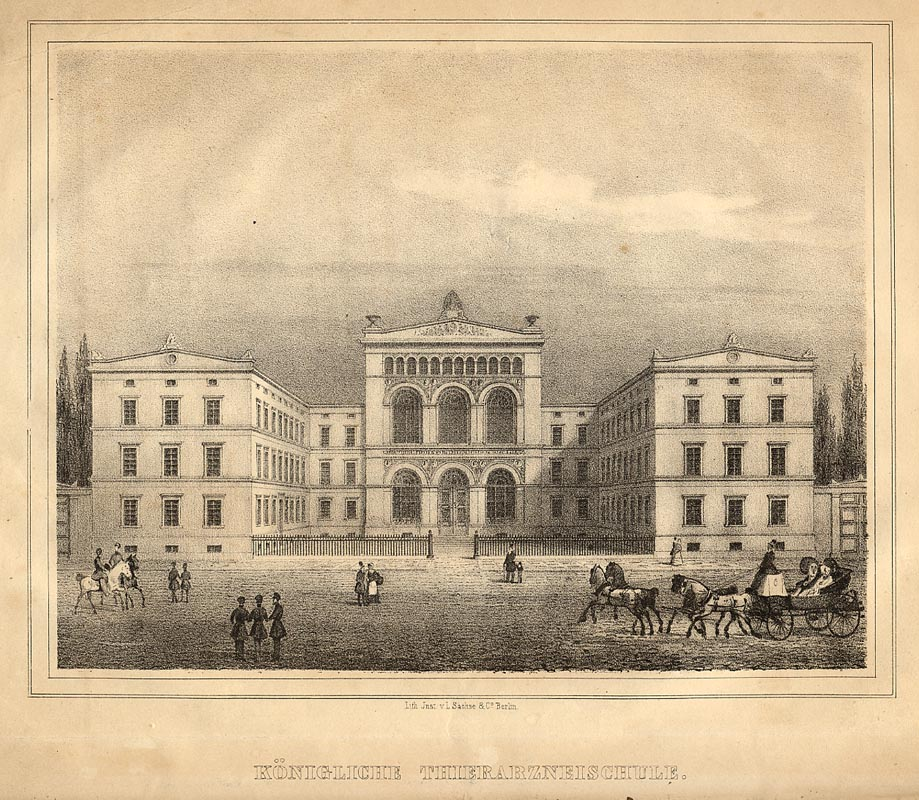
Tierarzneischule Berlin 1841

## Die Gurltsche Sammlung
Gurlt übernahm die Betreuung der Hufeisen-, Skelett- und Präparatesammlung der Tierarzneischule im Langhansbau, als er seine Repetitorenstelle in Berlin antrat. Sie bestand zu diesem Zeitpunkt vermutlich aus knapp 600 Präparaten und wurde von Gurlt rasch erweitert. Im Jahr seiner Pensionierung war der Bestand auf 6418 Präparate angewachsen.
Gurlts Forschungs- und Sammlungsschwerpunkt lag auf dem Gebiet der Fehlbildungen. Gurlt verfasste zu jedem Stück eine Beschreibung und führte den Katalog selbst. Besonders interessante Präparate fanden Eingang in sein Lehrbuch der pathologischen Anatomie, das er 1832 herausbrachte; andere wurden im Magazin für die gesamte Tierheilkunde besprochen, zu dessen Herausgebern Gurlt gehörte. Dieses Magazin gilt als die erste Zeitschrift für Tierärzte Deutschlands. Zwischen 1838 und 1870 veröffentlichte Gurlt in dieser Zeitschrift auch den Katalog des zootomischen Museums der Königlichen Tierarzneischule in Berlin. Nachdem Gurlt in den Ruhestand getreten war, wurde der Katalog nicht mehr weiterbearbeitet.
Gurlts Nachfolger Carl Friedrich Müller reduzierte die Zahl der Präparate wegen Platzmangels. Ein Großteil der Fehlbildungssammlung wurde in der Pathologie untergebracht und fiel während des Zweiten Weltkriegs einem Luftangriff zum Opfer.
Von Gurlts Sammlung sind 143 Skelette und 105 Feuchtpräparate erhalten geblieben. Sie befinden sich heute in der anatomischen Sammlung des Instituts für Veterinär-Anatomie und sind während der üblichen Öffnungszeiten allgemein zugänglich. Ein Teil der Präparate ist auch im Internet zu sehen, soweit möglich mit Gurlts Kommentaren aus dem Originalkatalog.
Im Juni 1902 wurde in der Aula der Berlinischen Tierärztlichen Hochschule eine überlebensgroße Marmorbüste für E. F. Gurlt aufgestellt, die der Bildhauer Hans Dammann geschaffen hat.

## Schriften
- Preussische Pharmakopöe. Decker, Berlin 1847 Digitalisierte Ausgabe der Universitäts- und Landesbibliothek Düsseldorf